# Nabil Dirar
Nabil Dirar (arabisch نبيل ضرار, DMG Nabīl Ḍirār; * 25. Februar 1986 in Casablanca) ist ein marokkanisch-belgischer Fußballspieler.
Während seiner Karriere stand er unter anderem beim FC Brügge, bei der AS Monaco und bei Fenerbahçe Istanbul unter Vertrag. Des Weiteren war Dirar, ein rechter Mittelfeldspieler, marokkanischer Nationalspieler und vertrat sein Geburtsland bei der Weltmeisterschaft 2018 in Russland.

## Verein

### Anfänge in seiner Karriere (bis 2008)
Nabil Dirar wurde in Casablanca in Marokko geboren und kam im Alter von 13 Jahren mit seiner Mutter – der Vater starb, als Dirar ein Jahr gewesen war – nach Belgien. Als er in Marokko gelebt hatte, hatte er dort nie in einem Fußballverein gespielt und auch nach seinem Umzug nach Europa wollte er zunächst keinem Verein beitreten, da es nicht mochte, „wenn Trainer kamen“ und ihm sagen, was er „zu tun hätte.“ Seine Freunde überredeten ihn schließlich, dem FC Haren beizutreten und dort sollte er wegen seines Alters der jeweiligen Mannschaft zugeordnet werden, allerdings hatte Dirar sich wegen „so vielen Spielern“ als Älter ausgegeben und kam in eine Mannschaft mit „älteren Spielern“; später flog sein wahres Alter auf, aber er durfte in der Mannschaft bleiben. Er spielte später zunächst in Evere und danach bei Royale Union Saint-Gilloise, bevor er beim Drittligisten K. Diegem Sport unterkam. Zur Saison 2006/07 wurde Nabil Dirar vom Erstligisten KVC Westerlo unter Vertrag genommen wurde. Dirar verpasste nur eine einzige Partie und kam ansonsten immer zum Einsatz, war aber anfänglich Ersatzspieler, bevor er in jedem Spiel in der Startelf stand. In der Saison 2007/08 war er lange Stammspieler, bis er ab Februar 2008 oftmals nicht mehr dem Spieltagskader angehörte.

### Club Brügge (2018 bis 2012)
Zur Saison 2008/09 wechselte Dirar zu Club Brügge. Auch bei diesem Verein hatte er in seiner ersten Spielzeit nur eine einzige Partie verpasst und war ansonsten immer zum Einsatz gekommen, dabei in der Regel auch mit Startelfmandat. Bei Club Brügge spielte Dirar auch international und kam im UEFA-Pokal zum Einsatz, dabei schied der Verein nach der Gruppenphase aus. Auch in der Saison 2009/10 gehörte er zu den Stammspielern, obwohl er eine Sperre wegen einer Spuckattacke absitzen musste und auch zwischenzeitlich wegen Unpünktlichkeit suspendiert wurde. Auch während der Saison 2010/11 verpasste er Spiele, da er gesperrt war oder von seinem Verein suspendiert wurde. Ungeachtet dessen gehörte Dirar bis zu seinem Abgang zu den Stammkräften im Verein.

### AS Monaco (2012 bis 2017)
Nabil Dirar wechselte während der Wintertransferperiode der Saison 2011/12 zur damals in der Ligue 2 spielenden AS Monaco. Schnell erkämpfte er sich einen Stammplatz als linker Mittelfeldspieler, wobei er vereinzelt auch als rechter Mittelfeldspieler oder als linker Außenstürmer eingesetzt wurde. Als Dirar zum Klub kam, steckte der Klub, als Erstligaabsteiger, in Abstiegsgefahr, doch sie schafften den Klassenerhalt. In der Saison 2012/13 gelang den Monegassen der Aufstieg in die Ligue 1 und Dirar trug als Stammspieler mit drei Toren und acht Vorlagen zum Gang in die Erstklassigkeit bei. Die komplette Hinrunde der Saison 2013/14 verpasste er wegen eines Kreuzbandrisses. Daher kam Dirar zu lediglich elf Einsätzen und stand dabei lediglich in zwei Partien in der Startelf. Die AS Monaco qualifizierte sich als Aufsteiger für die UEFA Champions League. Die Monegassen überstanden die Gruppenphase und schieden erst im Viertelfinale gegen den späteren Finalisten Juventus Turin aus. Bis auf das Viertelfinalrückspiel verpasste Dirar kein Spiel, in der Liga kam er zu 27 Einsätzen und stand dabei in 13 Spielen in der Anfangself. In der Saison 2016/17 war er wieder Stammspieler, wobei er oftmals wegen Verletzungen oder wegen einer Rotsperre gefehlt hatte. Auch in der Saison 2016/17, die die AS Monaco mit dem Gewinn des Meistertitels beendete, war Dirar häufiger von Verletzungen geplagt. Hatte die AS Monaco in der Saison vorher noch in der UEFA Europa League gespielt – dort schieden die Monegassen nach der Gruppenphase aus –, waren sie nun wieder in der „Königsklasse“ vertreten und erreichten dort das Halbfinale, wo allerdings erneut Juventus Turin Endstation bedeutete.

### Karriereausklang (seit 2017)

#### Fenerbahçe Istanbul
Im Sommer 2017 wechselte Dirar in die Türkei zu Fenerbahçe Istanbul. Er erkämpfte sich schnell einen Stammplatz, fehlte allerdings in manchen Spielen wegen einer Verletzung. Mit „Fener“ spielte Dirar ebenfalls international, allerdings schied er mit seinem Verein in den Play-offs zur UEFA Europa League gegen Vardar Skopje aus. In der Saison 2018/19 war er weiterhin gesetzt, allerdings war er zwischenzeitlich suspendiert. Hatte er seinen Platz in der Stammelf – trotz seiner Verletzungen – noch in der Saison 2019/20 behalten, verlor diesen dann allerdings in der Saison 2020/21 und absolvierte kein Spiel.

#### Kurze Brügge-Rückkehr, Kasimpasa Istanbul und Intermezzo in Marokko
Dirar kehrte kurz vor Ende des Wintertransferfensters der Saison 2020/21 zu Club Brügge zurück, absolvierte allerdings lediglich fünf Pflichtspiele.
Kurz vor Ende des Sommertransferfensters der Saison 2021/22 wechselte er schließlich zu Kasimpasa Istanbul. Dort absolvierte er sechs Spiele, bevor er seinen Vertrag auflöste. Später unterschrieb Dirar in seinem Geburtsland bei Chabab Mohammédia, wo er auch nur ein Spiel bestritt, bevor er dieses Kapitel wieder beendete.

#### Ishøj IF in Dänemark
Nach seiner Vertragsauflösung beim marokkanischen Verein zog Dirar, der mit einer Dänin verheiratet ist, in den Kopenhagener Vorort Albertslund. Im Mai 2023 schloss er sich dem dänischen Viertligisten Ishøj IF an, allerdings verkündete er verletzungsbedingt im Juli 2023 das Ende seiner aktiven Karriere.

#### Luxemburg und Nordmazedonien
Doch am 9. Januar 2024 wurde bekannt, dass Dirar noch einmal seine Fußballschuhe schnüren wird und für sechs Monate beim luxemburgischen Erstligisten FC Schifflingen 95 aufläuft. Grund dafür war sein Jugendfreund Randy Nzita, der zum aktuellen Trainerteam des Vereins gehörte. Bis zum Saisonende absolvierte er dort 15 Ligaspiele und stieg mit dem Verein als Tabellenletzter in die Ehrenpromotion ab. Dirar verließ die Luxemburger jedoch wieder und schloss sich am 1. August 2024 dem KF Gostivari aus der nordmazedonischen Prva Makedonska Liga an. 

## Nationalmannschaft
Sein erstes A-Länderspiel für Marokko absolvierte er beim 4:1-Sieg gegen Mauretanien am 11. Oktober 2008. Es folgten drei weitere Länderspiele, bevor er für mehr als vier Jahre nicht mehr für die Nationalmannschaft berücksichtigt wurde. Erst am 28. März 2015 spielte er bei der 0:1-Niederlage gegen Uruguay wieder. Sein erstes Länderspieltor erzielte er beim 3:0-Sieg gegen São Tomé und Príncipe am 5. September 2015. In der Folge spielte er jedoch regelmäßig für Marokko und absolvierte auch beim Afrika-Cup 2017, bei dem Marokko im Viertelfinale an Ägypten scheiterte, jedes Spiel für sein Land. Sein wichtigstes Tor erzielte er wohl beim 2:0-Sieg gegen die Elfenbeinküste, bei dem sich Marokko die Teilnahme an der Fußball-Weltmeisterschaft 2018 sicherte. Dirar stand dann auch im Kader Marokkos für die Fußball-Weltmeisterschaft 2018. Nach einem 2:2-Unentschieden gegen Spanien und zwei 0:1-Niederlagen gegen Portugal und den Iran schied Marokko als letzter der Gruppe B aus dem Turnier aus. Er wurde in den letzten beiden Partien eingesetzt. Bis zum November 2019 kam Dirar zwar noch regelmäßig zum Einsatz, anschließend wurde er jedoch nicht mehr nominiert.

## Erfolge
- Französischer Meister: 2017
- Belgischer Meister: 2021